# Ростислав Ярославич (князь муромський)
Ростислав Ярославич (?—1153/1155) — князь пронський (1129—1143), рязанський (1143—1145) і муромський (1145—1153) з муромо-рязанської гілки Рюриковичів, його потомками були князі рязанські та пронські.

## Біографія
Був третім сином муромського князя Ярослава Святославича.
Від смерті батька у 1129 році й до смерті свого брата Юрія Ярославича у 1143 році сидів у Пронську, після чого перейшов на рязанський стіл. У 1145 р., переходячи на старший стіл у Муромі, залишив у Рязані свого старшого сина Гліба, ігноруючи права синів свого брата Святослава. У цей час пронський князь Давид Святославич підняв бунт проти свого дядька, проте зазнав поразки та був позбавлений свого стола.
З 1146 року Святославичі вже шукали щастя у Ольговичів — Володимир Святославич звернувся за допомогою до Юрія Долгорукого та Святослава Ольговича, які в цей час якраз збирались воювати з Ізяславом Мстиславичем за Київ. В цих умовах Ростислав, як союзник Ізяслава здійснив похід на Суздальську землю, та того ж 1146 року Ростислав і Андрій Юрійович здійснюють похід у відповідь, внаслідок чого Ростислав змушений був втекти в половецьку землю (васальної орди Єлтукове). Звідси протягом 2 років водив половецькі загони проти Юрія Долгорукого.
Повернутись у Рязанську землю Ростислав зумів не раніше 1149 року вже в якості союзника Юрія Долгорукого. Так в 1152 році Ростислав по вказівці Юрія з муромським і рязанським полками виступив проти чернігівських князів. Однак згодом він відмовився брати участь у новому поході на Київ через що Юрій вигнав Ростислава з Рязані та посадив туди свого сина, Андрія. Ростислав не гаючи часу вернувся з половцями та знову вернув собі отчину. Помер за догадками Ю. Іловайського у 1155 році, за Л. Войтовичем — у 1153.

## Родина
Дружина невідома. Діти:
- Андрій (? — після 1147) — можливо, перший єлецький князь.
- Гліб (?—1178) — князь рязанський (1145—1177, з перервами)